# Griesheim (Hesse)
Griesheim é um município da Alemanha, situado no distrito de Darmstadt-Dieburg, no estado de Hesse. Tem 21,55 km² de área, e sua população em 2019 foi estimada em 27.473 habitantes.